# Kinulu
Kinulu är en krater i Kenya.   Den ligger i länet Isiolo, i den centrala delen av landet, 240 km nordost om huvudstaden Nairobi. Toppen på Kinulu är 1 328 meter över havet.
Terrängen runt Kinulu är kuperad. Runt Kinulu är det ganska glesbefolkat, med 47 invånare per kvadratkilometer. Det finns inga samhällen i närheten. Trakten runt Kinulu består i huvudsak av gräsmarker.